# Erwin Wilczek
Erwin Wilczek (20. listopadu 1940, Ruda Śląska – 30. listopadu 2021) byl polský fotbalista, útočník. Po skončení aktivní kariéry působil jako trenér.

## Fotbalová kariéra
Hrál v polské nejvyšší soutěži za Górnik Zabrze. Nastoupil v 280 ligových utkáních a dal 84 ligových gólů. S Górnikem Zabrze získal osmkrát mistrovský titul a šestkrát vyhrál pohár. V Poháru mistrů evropských zemí nastoupil ve 27 utkáních a dal 4 góly a v Poháru vítězů pohárů nastoupil v 15 utkáních a dal 4 góly. V sezóně 1972/73 hrál francouzskou Ligue 1 za Valenciennes FC. V sezóně 1973/74 byl nejlepším střelcem francouzské Ligue 2. Za polskou reprezentaci nastoupil v letech 1961–1969 v 16 utkáních a dal 2 góly.

## Ligová bilance
| Ročník              | Zápasy | Góly | Klub            |
| ------------------- | ------ | ---- | --------------- |
| Ekstraklasa 1959    | 8      | 0    | Górnik Zabrze   |
| Ekstraklasa 1960    | 21     | 12   | Górnik Zabrze   |
| Ekstraklasa 1961    | 21     | 11   | Górnik Zabrze   |
| Ekstraklasa 1962/63 | 22     | 14   | Górnik Zabrze   |
| Ekstraklasa 1963/64 | 22     | 6    | Górnik Zabrze   |
| Ekstraklasa 1964/65 | 23     | 10   | Górnik Zabrze   |
| Ekstraklasa 1965/66 | 24     | 4    | Górnik Zabrze   |
| Ekstraklasa 1966/67 | 21     | 5    | Górnik Zabrze   |
| Ekstraklasa 1967/68 | 19     | 4    | Górnik Zabrze   |
| Ekstraklasa 1968/69 | 26     | 7    | Górnik Zabrze   |
| Ekstraklasa 1969/70 | 24     | 7    | Górnik Zabrze   |
| Ekstraklasa 1970/71 | 17     | 1    | Górnik Zabrze   |
| Ekstraklasa 1971/72 | 23     | 3    | Górnik Zabrze   |
| Ekstraklasa 1972/73 | 9      | 0    | Górnik Zabrze   |
| Ligue 1 1972/73     | 13     | 3    | Valenciennes FC |
| Ligue 2 1973/74     | 33     | 26   | Valenciennes FC |
| Ligue 2 1974/75     | 24     | 14   | Valenciennes FC |
| CELKEM Ekstraklasa  | 280    | 84   |                 |
| CELKEM Ligue 1      | 13     | 3    |                 |
| CELKEM Ligue 2      | 57     | 40   |                 |